# Comosjön

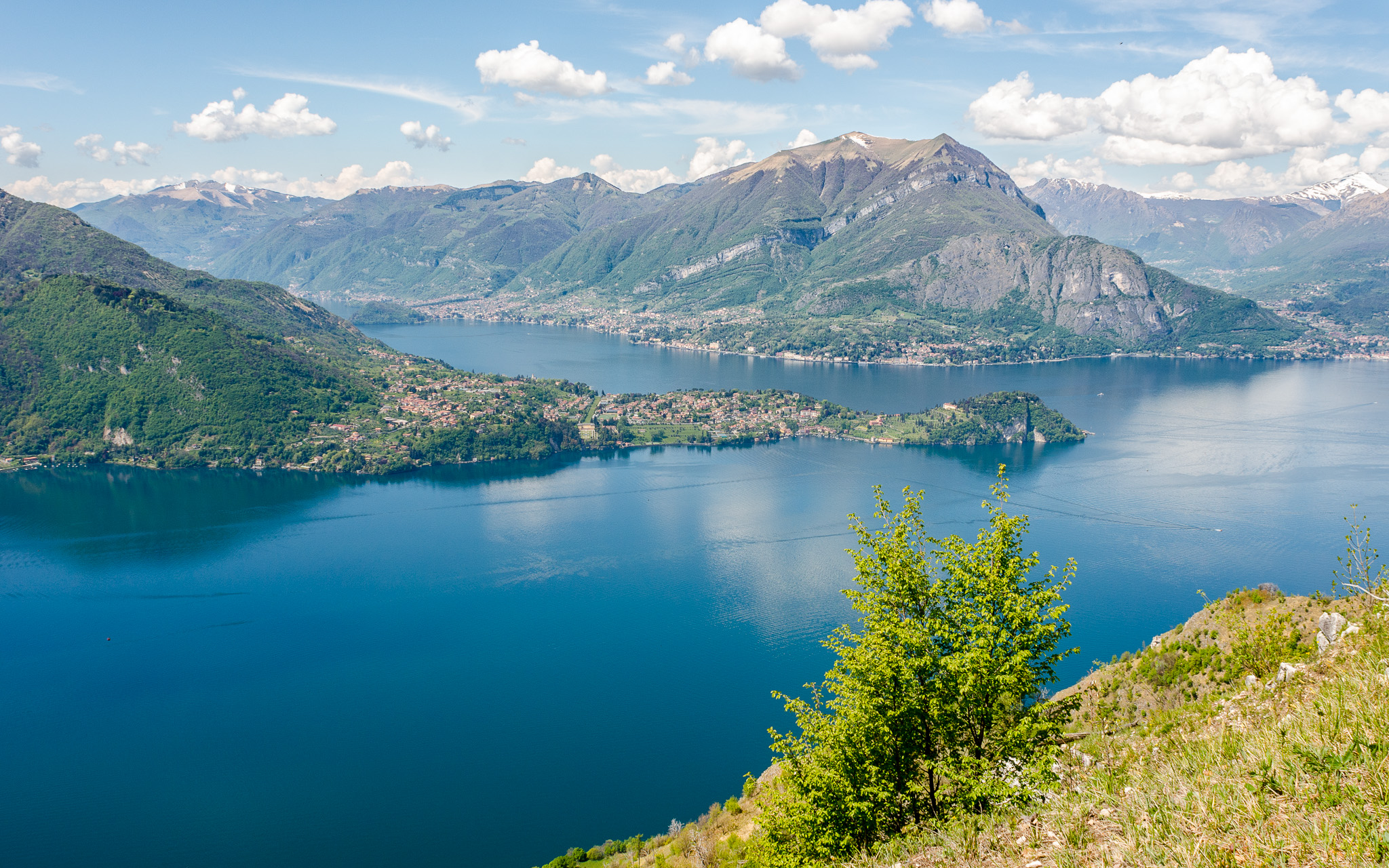
Vy över Comosjön, med Alperna i bakgrunden.

Comosjön (italienska: Lago di Como eller Lario) är en stor sjö i Lombardiet i norra Italien. Sjön har en yta på 146 km², vilket gör den till Italiens tredje största efter Gardasjön och Maggioresjön. Med ett djup på 410 meter är den även en av Europas djupaste insjöar. Sjön utgör ett populärt turistmål i Italien.
Sjön är 50 kilometer lång och dess form liknar ett "Y". Vid den norra änden ligger staden Colico, medan städerna Como och Lecco ligger vid den sydvästra respektive den sydöstra delen. Floden Adda rinner genom Comosjön och har sitt inflöde vid Colico och utflöde vid Lecco. Den fortsätter sedan vidare och mynnar ut i Pofloden. 
Den italienske diktatorn Benito Mussolini och hans älskarinna Clara Petacci tillfångatogs av partisaner vid Comosjön den 27 april 1945 och sköts dagen därpå.